# Căușeni
Căușeni este un oraș din Republica Moldova. Este reședința raionului cu același nume. A fost atestat documentar pentru prima dată la 6 iunie 1455.

## Geografie

### Amplasare
Orașul Căușeni este situat la sud-estul Republicii Moldova, la 3 km de stația de cale ferată Căușeni și la 73 km de Chișinău, în regiunea teraselor cu stepă a Nistrului de jos. Orașul este traversat de râul Botna și afluentul lui, Lunguța.
Relieful orașului Căușeni este foarte accidentat, înconjurat de dealuri. Denumirea localității ne vorbește despre forma reliefului – căuș, care este mărginit de dealuri.

### Resurse naturale
Suprafața totală a orașului este de 10.030 ha., dintre care terenurile cu destinație agricolă ocupă 5.980 ha sau 59,6%. Suprafața totală a spațiilor verzi este de 257,5 ha dintre care cea mai mare parte o ocupă plantațiile forestiere de producție 120,4 ha sau circa 47% din total.
Fondul acvatic cu o suprafață de 54 ha este format de râul Botna, o mulțime de râulețe mici și 10 iazuri cu o suprafață de 21 ha.
Panorame

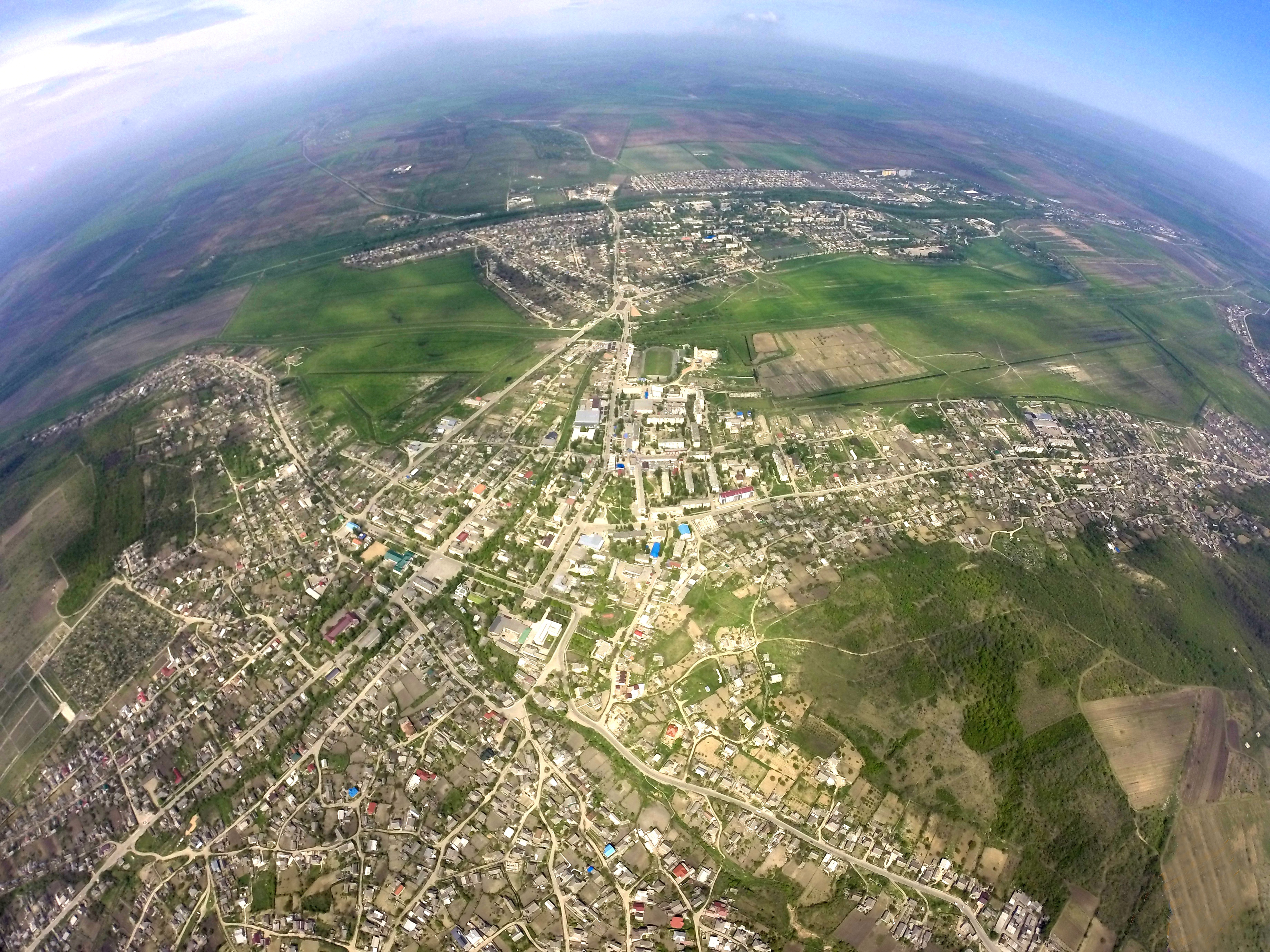
Vedere de la înălțime.
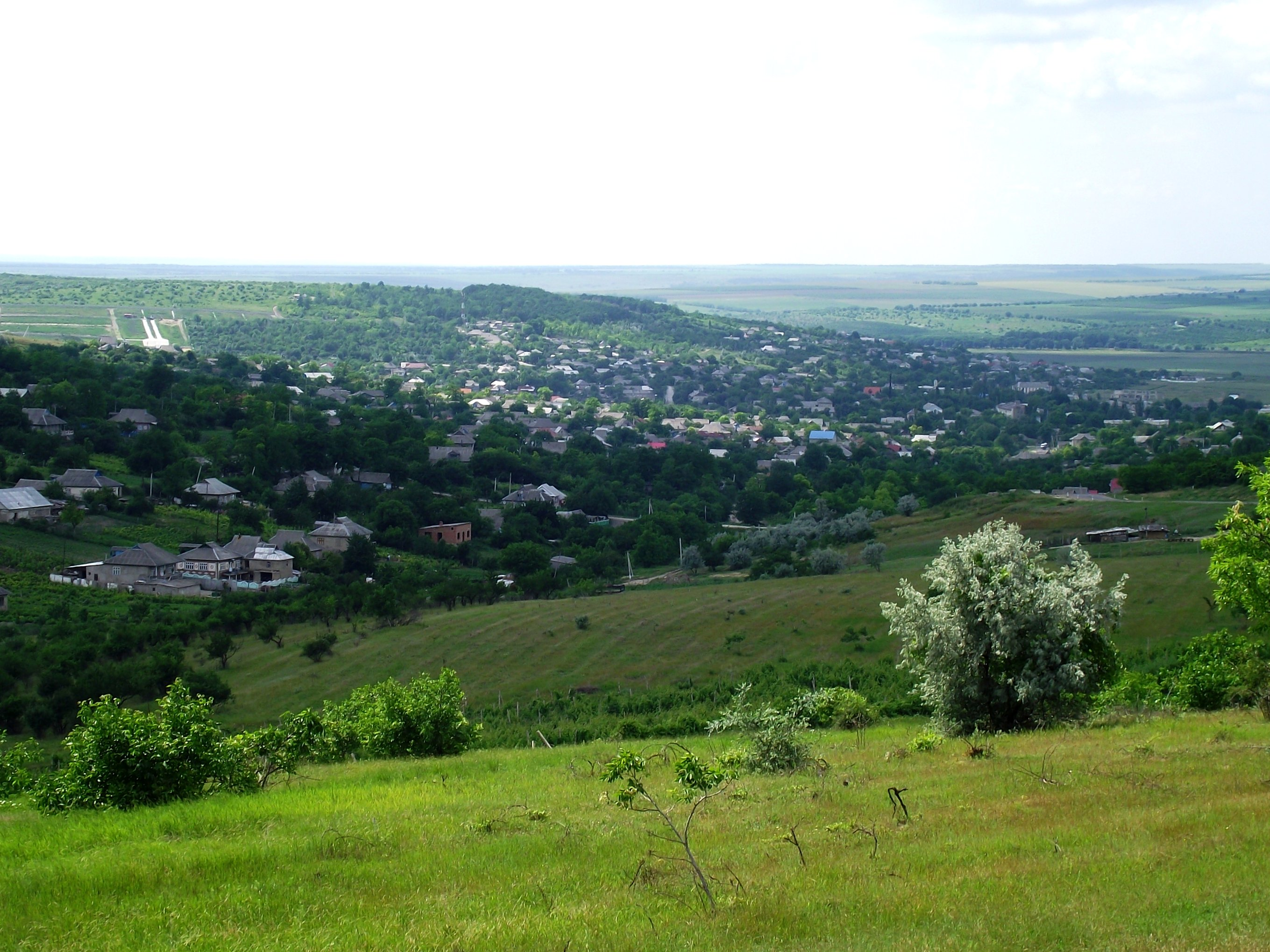
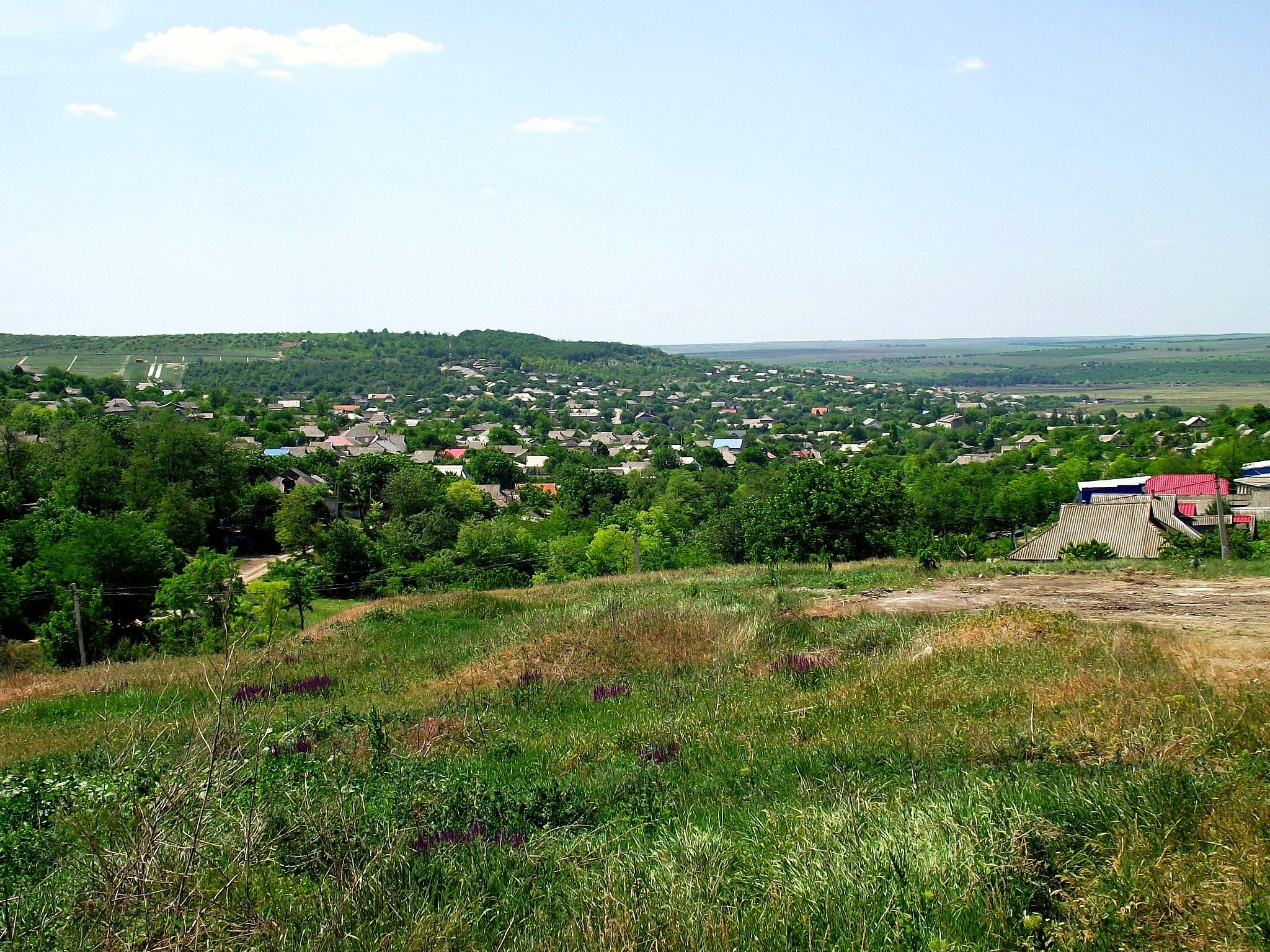
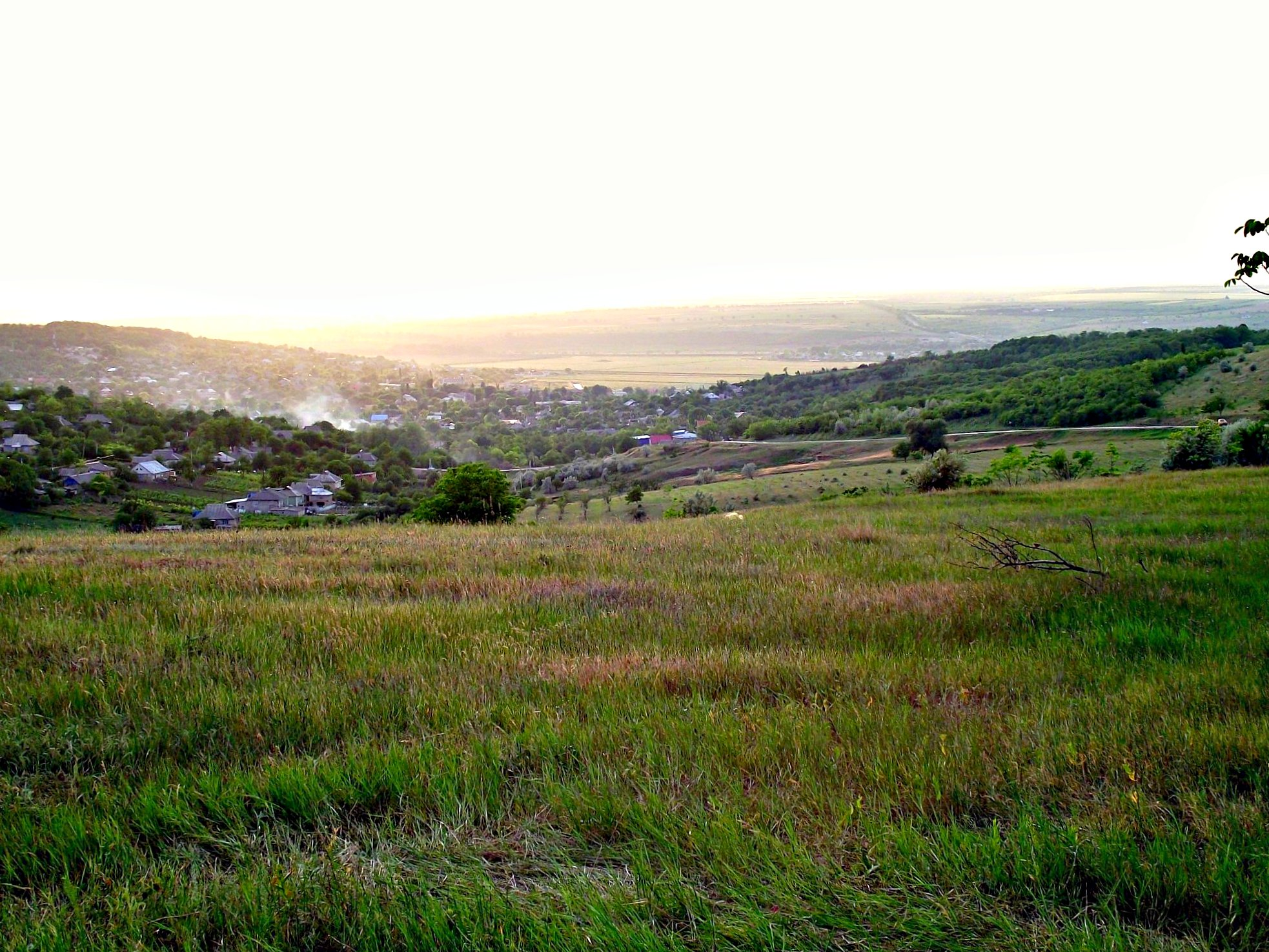

## Istorie
Pe teritoriul orașului trece Valul lui Traian. Cu aceeași denumire a fost numit și un cartier al orașului Căușeni.

### Atestare. În componența Țării Moldovei
Prima atestare documentară a localității datează din secolul al XV-lea, anul 1455, într-un hrisov scris în limba slavonă este pomenită localitatea Cheșenăul Roșu:
„Din mila lui Dumnezeu, noi, Petru voievod, domn al Țării Moldovei. Facem cunoscut cu această carte a noastră, tuturor celor care o vor vedea sau vor auzi citindu-se, a binevoit domnia mea, cu bunăvoința noastră, și cu inima curată și luminată, și din toată bunăvoia noastră și cu ajutorul lui Dumnezeu, ca să întărim biserica noastră, mănăstirii de la Bistrița, unde este hramul Adormirea sfintei născătoare de Dumnezeu, anume Botna, și cu toate iezerele, și cu gârlele și cu iezercanele, și de la Cheșenăul Roșu până la dealul Zagorna, iar în sus și în jos, pe Nistru, și toate prisăcile câte sunt în acest hotar, în hotarul lor, și două vaduri, cu vama și pe uscat și pe apă. De asemenea, nimeni să nu îndrăznească să facă mreje sau garduri de nuiele în hotarul lor, pe Nistru sau în iezere, și nici să nu prindă pește nimeni în hotarul lor.

...

Iar pentru mai mare putere, am poruncit credinciosului nostru pan, Petru logofăt, să atârne pecetea noastră la această carte a noastră.

A scris Dobrul, la Suceava, în anul 6963 <1455> iunie 6.”
La 1456, Chișinăul de pe Botna este menționat într-un hrisov de întărire mănăstirii Neamț a iezerul Zagorna: „iar hotarul ei să fie în jos pe Nistru, de la Chișinău în jos, până la gura Zagornei”, interzicând, totodată, dregătorilor domnești să perceapă impozitul sau vama cuvenită mânăstirii.
În anul 1458, într-un document emis de Ștefan cel Mare la Târgul de Jos, este descrisă moșia mănăstiri Bistrița în hotarul ei de pe Botna, „cu toate iezerele, și gârlele și iezercanele, de la Chișinăul Roșu până la dealul Zagornei, și în sus și în jos pe Nistru, toate prisăcile”. De asemenea, domnul interzice dregătorilor și slujitorilor domnești să se atingă de venitul călugărilor și acordă dregătorului acestora dreptul de judecată asupra oamenilor de acolo.
La 22 martie 1535, domnul Moldovei Petru Rareș, fiind la Huși, dăruiește lui Tomșa pârcălab de Ciobărciu, pentru slujba și credința lui,  un loc din pustie, pe Botna, între Dobra și între Oale, unde este Cheșeneul Mare, să-și întemeieze sate.

### Raiaua Bugeacului
În 1535 turcii au ocupat 12 sate din Moldova, inclusiv și Cheșenăul Roșu, căruia i-au schimbat denumirea în Căușeni. Tot aici turcii au dislocat și marele stat major al oștirilor hanului Crimeii. În sec. al XVI-lea această localitate este menționată ca târg, adică oraș comercial.  
La începutul secolului al XVIII-lea, târgul devine reședința reprezentantului hanului din Crimeea, numit agă de țărmuri, care cârmuia satele de pe cursul inferior al Nistrului locuite de românii moldoveni.
În anul 1710 regele Suediei Carol al XII-lea, aflându-se în cetatea Bender, trimite o misiune diplomatică spre est, calea acesteia trece prin Căușeni. În 1711 călătorul La Motroy se află câteva zile la Căușeni, fixând în notițele sale că majoritatea populației este alcătuită din moldoveni, tătari, armeni, perși, evrei.
În 1733 hanul Crimeii Caplan Ghirei vine în Căușeni cu armata sa. Expediția avea ca destinație Polonia, unde, după moartea regelui August, începuse lupta pentru tron. În 1768 Chirim Ghirei adună la Căușeni armatele pentru a-i alunga pe ruși din stepă. Ofensiva lui Chirim Ghirei spre hotarele rusești începe în 1769.
Pe la mijlocul anilor '60 ai sec. al XVIII-lea, la Căușeni se află una din reședințele mitropolitului Proilaviei, cu aportul căruia se restaurează Biserica Adormirea Maicii Domnului.
Biserica Adormirea Maicii Domnului (secolul al XVII-lea)

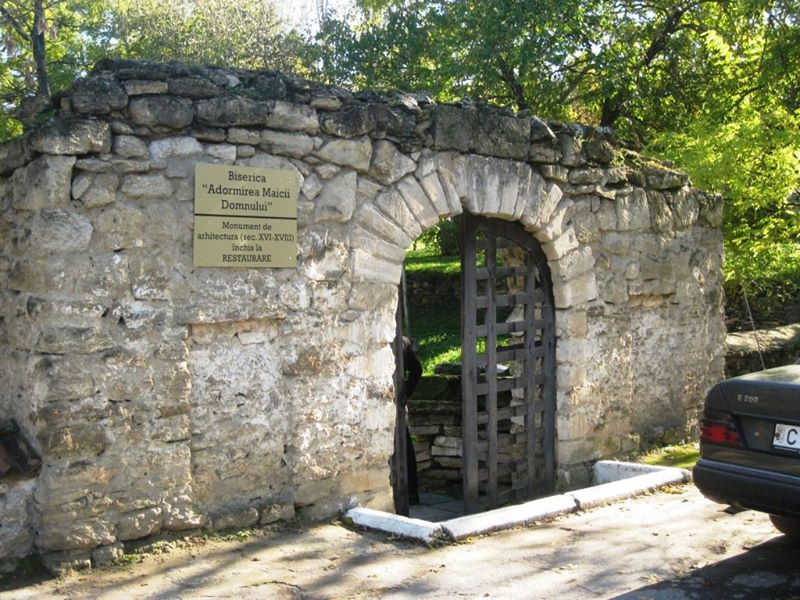
Poarta.
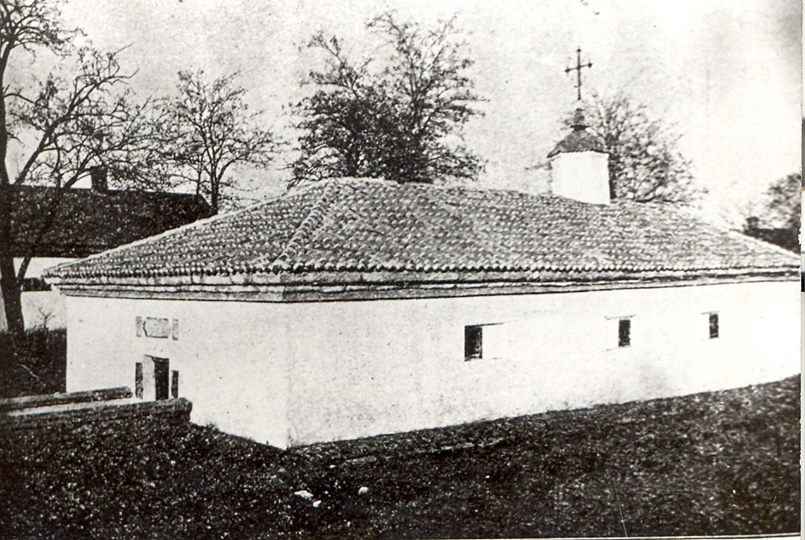
Perioada interbelică.
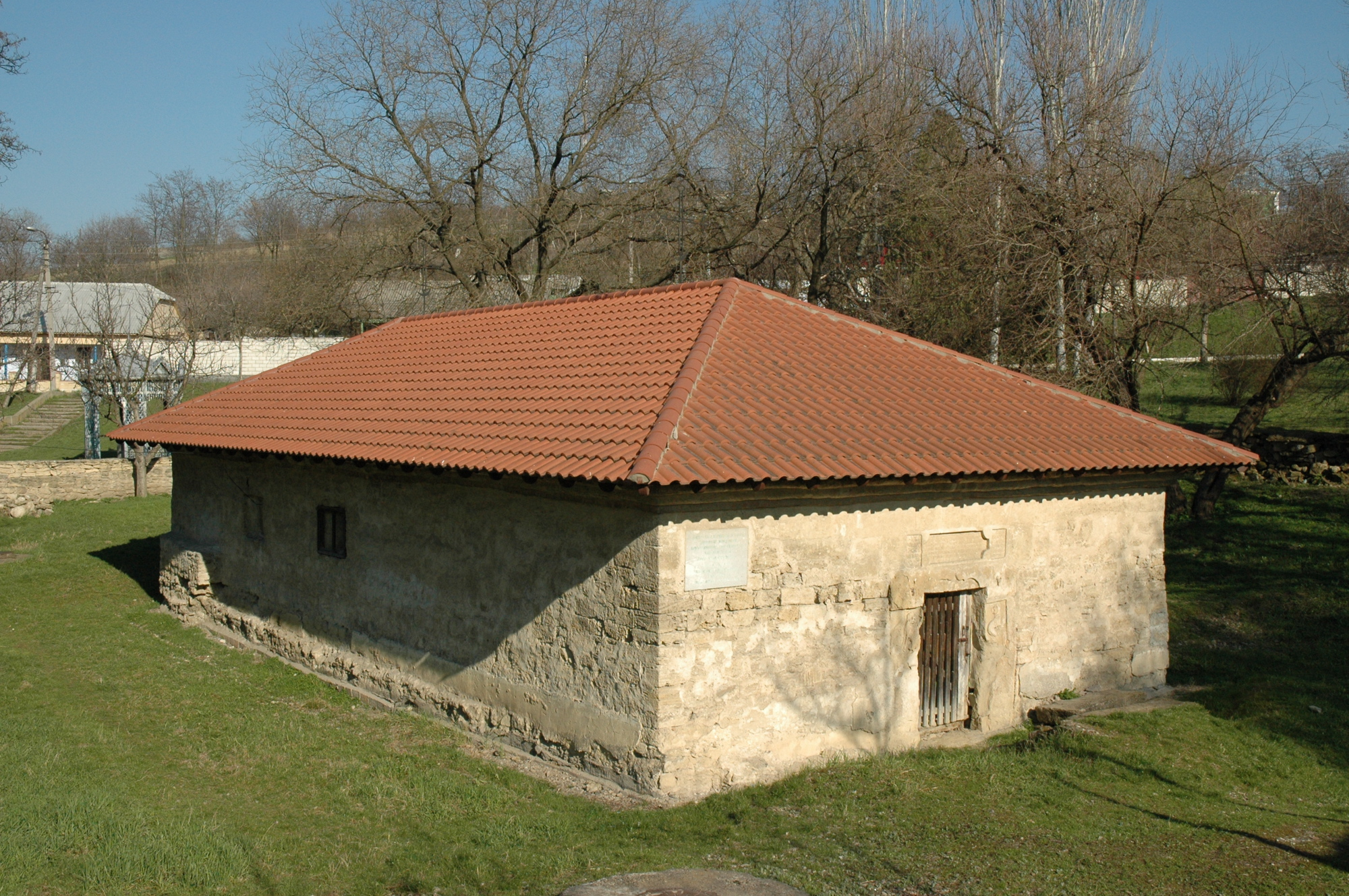
[[Biserica Adormirea Maicii Domnului din Căușeni|Prezent.
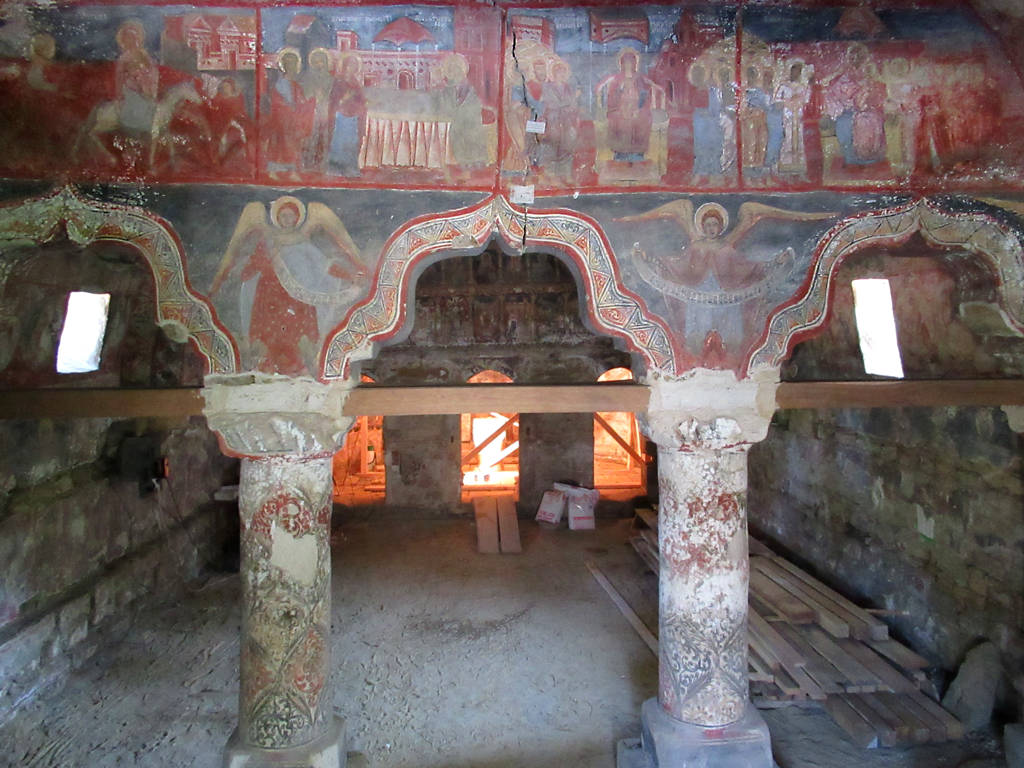
Interior.
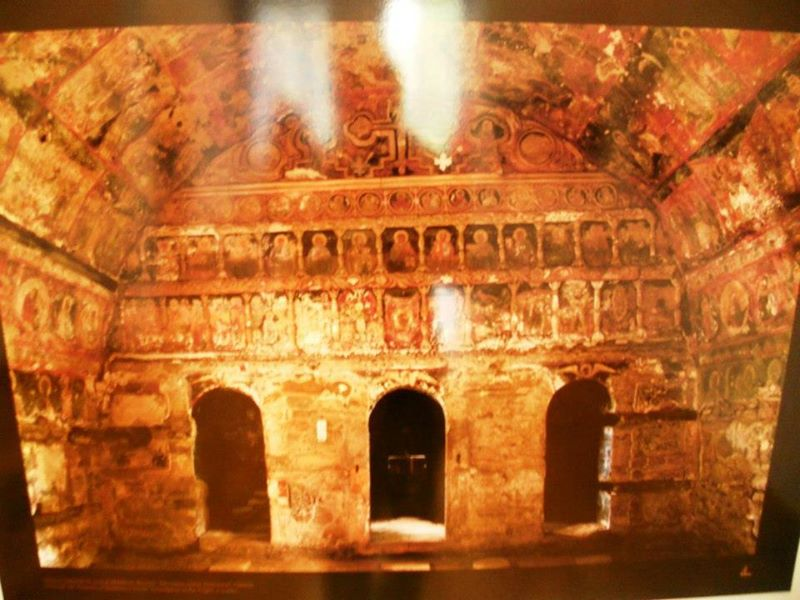
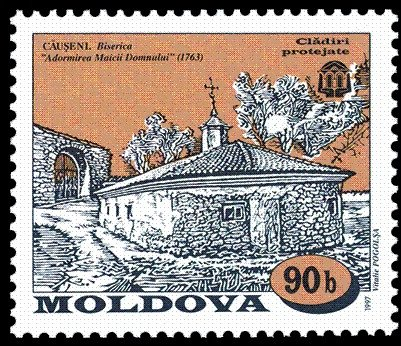
Ilustrație pe timbru.

Pe parcursul războaielor ruso-turcești în 1768, 1787 și 1790 Căușeniul devine bastionul trupelor turcești. De aici turcii organizau atacurile împotriva armatei rusești. În 1787 printr-un firman, sultanul Abdul-Hamid I obligă ca locuitorii din Căușani să ofere lucrători pentru întărirea cetății Oceacov, în ajunul războiului Ruso-Austro-Turc (1787–1792). Până la urmă în rezultatul multiplilor războaie Căușaniul este devastat și ars din temelii. Fostele case și castele au fost transformate în scrum și ruine.
În 1794 mai mulți dregători turci și tătari răspund hatmanului Costachi Ghica din Moldova că veniturile moșiilor din „Cele două ceasuri” aparțin stăpânului de moșie și că dările percepute de voievodul de Căușani de la unii mocani, veniți acolo, nu este altceva decât un abuz, în complicitate cu Islam bei și Djantemir Mârza.

### Sub regimul țarist
În anii 1806-1812 localitatea devine capitala Bugeacului. După semnarea tratatului de pace de la București la 1812 Basarabia este anexată la imperiul rus. 
În 1817, târgul Căușeni este înregistrat în Ținutul Bender, ocolul Căușeni, având 2 preoți, 1 diacon, 2 dascăli și 1 pălămar. Clasa socială inferioare e fost alcătuită din: 108 gospodării, 3 văduve, 21 burlaci, în total 134 bărbați și 3 femei birnici. Moșia aparținea statului. În total erau 100 fălci de fânețe, 200 fălci – teren arabil, 300 fălci – pajiști, 1 heleșteu cu moară. De asemenea, câte o podgorie și câte o livadă erau deținute de registratorii colegial Nicolae Biberi, Contantin Machedon, Ioan Glavce. Cristofor Satovschi avea o podgorii și 5 podgorii cu livezi aparțineau țăranilor. În același an, în satul Căușenii Vechi erau 54 gospodării, 4 văduve, 6 burlac, în total 60 bărbați și 4 femei birnici. Moșia satului era alcătuită din 300 fălci de fânețe, 100 fălci – terenuri arabile, 200 fălci – pajiști, 60 fălci constituie vatra satului, amplasat pe râul Botna.
Pe la 1827 târgușorul era locuit de 114 familii de moldoveni, o familie de mazili, una de ruptași, 3 de ruși, 57 de ruteni și 35 de evrei. Toate aceste familii, afară de evrei, posedau pe atunci 6510 desetine pământ; 355 căi, 1962 vite mari și 1990 oi. Tot atunci, satul Căușenii Vechi se compunea din 78 familii de țărani moldoveni (240 bărbați, 133 femei), o familie de mazili și una de ruteni, având toți 104 cai, 910 vite mari și 1970 oi, fiind și proprietari peste 2430 desetine pământ.
Orașul Căușeni în 1829 devine centru regional. 
În 1902, Căușenii Noi era centrul volostei cu același nume, avea 372 case, cu o populație de 2901 suflete; o biserică, cu hramul Sf. Nicolae; 2 școli elementare; 486 vite mari. În împrejurul târgușorului erau vii și grădini. Localitatea era traversată de șoseaua ce leagă târgul cu orașele Tighina și Cetatea Albă, și calea ferată Tighina-Galați. Căușenii Vechi aveau 207 case, cu o populațiune de 1220 suflete, în majoritate țărani români. 741 vite.

### Administrația românească
Structura etnică a târgului Căușenii Noi (1930)
     Români (56,7%)
     Evrei (35,1%)
     Ruși (6,4%)
     Alte etnii (1,8%)
Structura etnică a satului Căușenii Vechi (1930)
     Români (97,5%)
     Evrei (0,8%)
     Ruși (0,7%)
     Alte etnii (1%)
Ceva mai târziu după 1918 odată cu unificarea României orașul devine reședință de plasă (voloste). Datele din 1923 atestă că localitatea era împărțită în Căușenii Vechi - sat și Căușenii Noi - târg. La începutul perioadei interbelice în Căușeni Noi locuiau peste 5 mii de oameni, case de locuit erau în număr de 1051. Tot aici funcționau 2 cooperative, o carieră de piatră, moară cu aburi și de vânt, 38 de brutării, o fântână arteziană 4 școli primare mixte, o școală primară evreiască o grădiniță de copii. În Căușenii Vechi erau 318 case, 1491 de locuitori, 3 mori de vânt, o cooperativă, o bancă publică, 3 fierării, o școală primară mixtă.
În 1925 a fost realizată unificarea administrativ-teritorială a României reîntregite, prin care Căușenii Noi devin reședința plășii Căușeni din județul Tighina. Comuna Căușenii Noi era alcătuit din satele Căușenii Noi și Căușenii Vechi.
La recensământul general al populației din 1930 în Căușenii Noi au fost numărați 5330 de locuitori, inclusiv: români - 3020 persoane; germani - 19 persoane; ruși - 340 persoane; ucraineni - 11 persoane; bulgari - 19 persoane; polonezi - 9 persoane; evrei - 1872 persoane și 23 romi. Din punct de vedere lingvistic, locuitorii au indicat următoare limbi materne: limba română - 3065 persoane, limba germană - 19 persoane; limba rusă - 344 persoane; limba ucraineană - 5 persoane; limba bulgară 3 persoane; limba idiș 1877 persoane și limba romă 17 persoane. În Căușenii Vechi au fost numărați 1667 de locuitori, inclusiv, români - 1625 persoane; ruși - 11 persoane; bulgari - 2 persoane; polonezi - 1 persoană; evrei - 14 persoane și 14 romi. Din punct de vedere lingvistic, locuitorii din Căușenii Vechi au indicat următoare limbi materne: limba română - 1642 persoane; limba rusă - 11 persoane și limba idiș - 14 persoane.
Sfera economică a satului Căușenii Vechi era reprezentată de 1 băcănie, 2 cârciumi, 1 cizmar, 1 croitor, 1 rotar, 1 grădinar, 2 mori, agricultor - Danu E. (30 ha).

### Perioada sovietică
Structura a orașului Căușeni (1989)
     Moldoveni/români (72%)
     Ruși (14,6%)
     Ucraineni (9,3%)
     Bulgari (1,9%)
     Alte etnii (2,2%)
După semnarea pactului Molotov-Ribentrop Basarabia este anexată în 1940 la URSS. În timpul celui de-al doilea Război Mondial, dar și din cauza deportărilor, a foametei organizate de către regimul sovietic de ocupație în anii 1946-1947, numărul locuitorilor în Căușeni a scăzut simțitor. Conform statisticilor la 1949 în Căușeni locuiau doar 3784 de oameni.
În perioada sovietică a fost atestată o dezvoltare economică și socială relativă. La 11 noiembrie 1940 Căușeniul devine centru raional, 1965 - oraș.
În cadrul recensământului din 1989 au fost înregistrați 20574 oameni, inclusiv: 14816 moldoveni/români; 3006 ruși; 1911 ucraineni; 405 bulgari; 79 găgăuzi și 357 peroane de altă naționalitate.

### În componența Republicii Moldova
În data de 14 ianuarie 1995, a fost publicată în Monitorul Oficial, Legea nr. 306 din 07.12.1994 privind organizarea administrativ-teritorială a Republicii Moldova, în care orașul Căușeni își păstrează statutul de reședință pentru raionul Căușeni.
În anul 1998, în Republica Moldova se desfășoară o reformă administrativ-teritorială, prin care raioanele sunt desființate, fiind înlocuite cu județe. Orașului Căușeni i se atribuie statutul de municipiu devenind capitala „de facto” a județului Tighina.
În 2003, se revine la împărțirea în raioane a teritoriului Republicii Moldova, Căușeni redevine centrul administrativ al raionul Căușeni.

## Administrație și politică

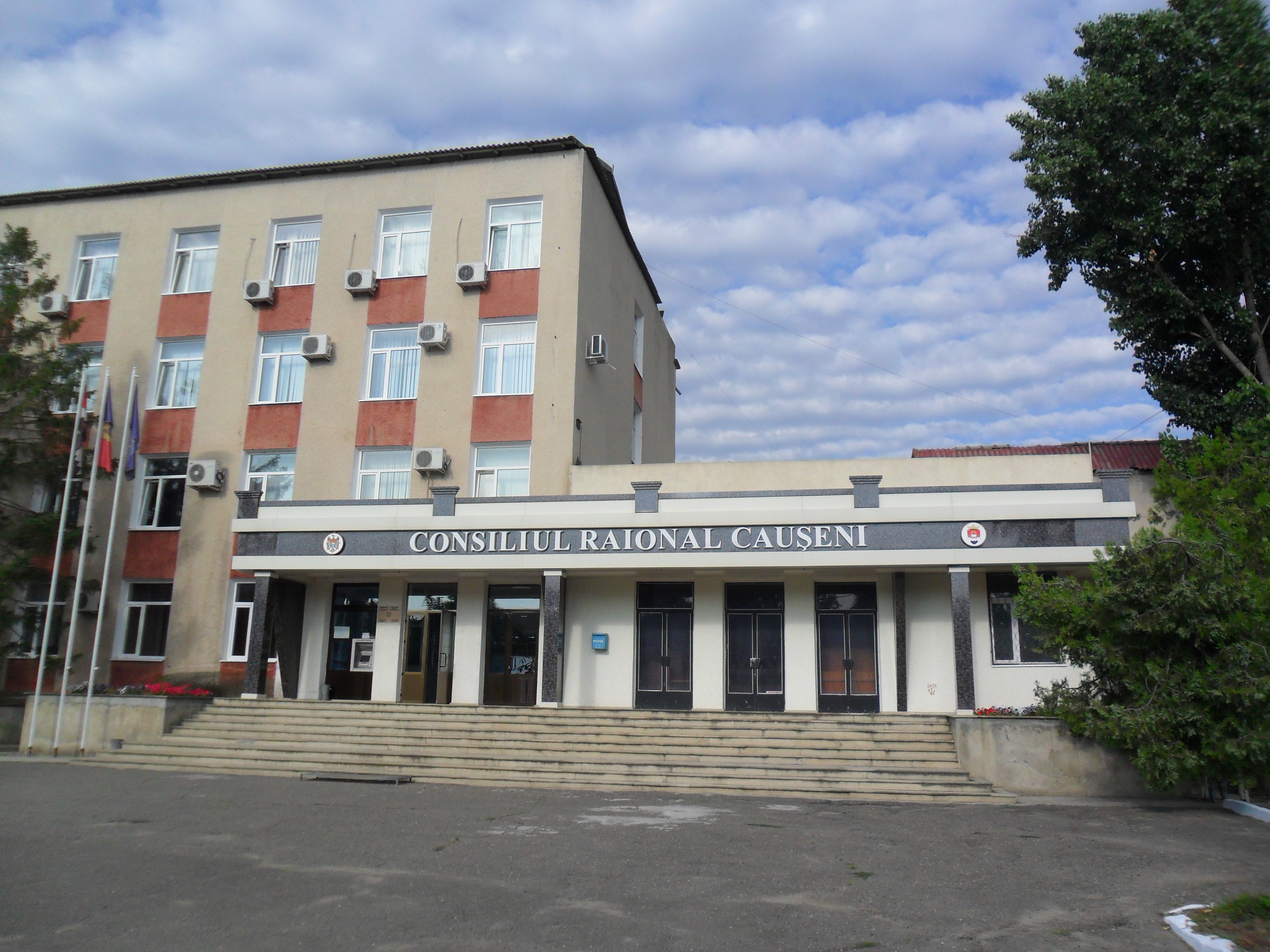
Consiliul raional

Primarul orașului este Alexandru Donțu, fiul fostului primar Anatolie Donțu, cel din urmă demis ca urmare a înscrierii în Registrul persoanelor care au interdicție de a ocupa o funcție publică sau de demnitate publică (pe un termen de 3 ani începând cu 3 aprilie 2024).
Componența Consiliului local Căușeni (23 de consilieri), ales la 5 noiembrie 2023, este următoarea:
|  | Partid                                       | Consilieri | Componență | Componență | Componență | Componență | Componență | Componență | Componență | Componență | Componență | Componență | Componență | Componență |
|  | -------------------------------------------- | ---------- | ---------- | ---------- | ---------- | ---------- | ---------- | ---------- | ---------- | ---------- | ---------- | ---------- | ---------- | ---------- |
|  | Platforma Demnitate și Adevăr                | 12         |            |            |            |            |            |            |            |            |            |            |            |            |
|  | Partidul Acțiune și Solidaritate             | 5          |            |            |            |            |            |            |            |            |            |            |            |            |
|  | Partidul Socialiștilor din Republica Moldova | 3          |            |            |            |            |            |            |            |            |            |            |            |            |
|  | Partidul Social Democrat European            | 1          |            |            |            |            |            |            |            |            |            |            |            |            |
|  | Partidul Comuniștilor din Republica Moldova  | 1          |            |            |            |            |            |            |            |            |            |            |            |            |
|  | Partidul Liberal Democrat din Moldova        | 1          |            |            |            |            |            |            |            |            |            |            |            |            |

## Simboluri
Stema:
În câmp roșu, un leu șezând și privind înapoi, de aur, cu coada trecând printre picioare și terminată în floare de crin, având laba stângă anterioară străpunsă de o spadă de argint, în bandă, cu vârful în jos, și flancat în capul scutului la dextra de o cruce recruciată, iar la senestra de dangaua hanului din Crimeea, ambele de argint. Scutul timbrat de o coroană murală de argint cu cinci turnuri.
Tenanți: la dextra un soldat roman ținând în mâna dreaptă o lance de argint, iar la senestra un orășean moldovean în straie naționale ținând în mâna stângă un steag militar alb cu o cruce roșie plină, îmbrăcat pe o hampă de argint. Deviza pe o panglică de argint cu litere capitale roșii: „EX UNGUE LEONEM” (După gheară se cunoaște leul).
Drapel:
Drapelul orașului Căușeni reprezintă o pânză dreptunghiulară (2:3) albă, purtând o cruce scandinavă roșie, cu lățimea brațului de 1/3 din înălțimea drapelului, care este încărcată la mijloc cu un leu șezând și privind înapoi, galben, cu coada trecând printre picioare și terminată în floare de crin, având laba stângă anterioară străpunsă de o spadă albă, în bandă, cu vârful în jos.

## Demografie

### Structura etnică
Structura etnică a orașului conform recensământului populației din 2004:
| Grup etnic | Populație | % Procentaj |
| ---------- | --------- | ----------- |
| Moldoveni  | 14,807    | 83.39%      |
| Ruși       | 1,521     | 8.56%       |
| Ucraineni  | 960       | 5.40%       |
| Bulgari    | 273       | 1.54%       |
| Găgăuzi    | 82        | 0.46%       |
| Alții      | 114       |             |
| Total      | 17,757    | 100%        |

### Religie

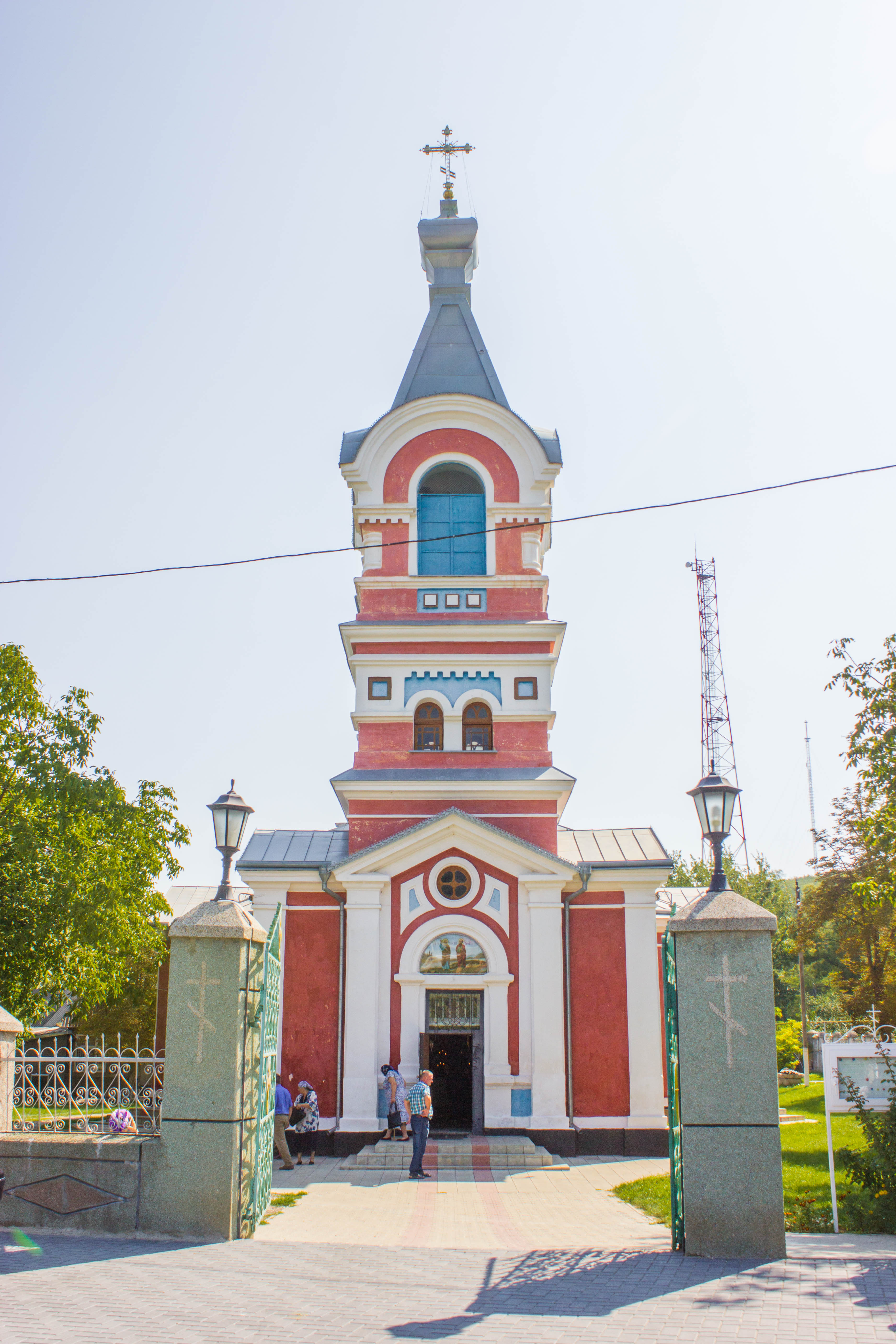
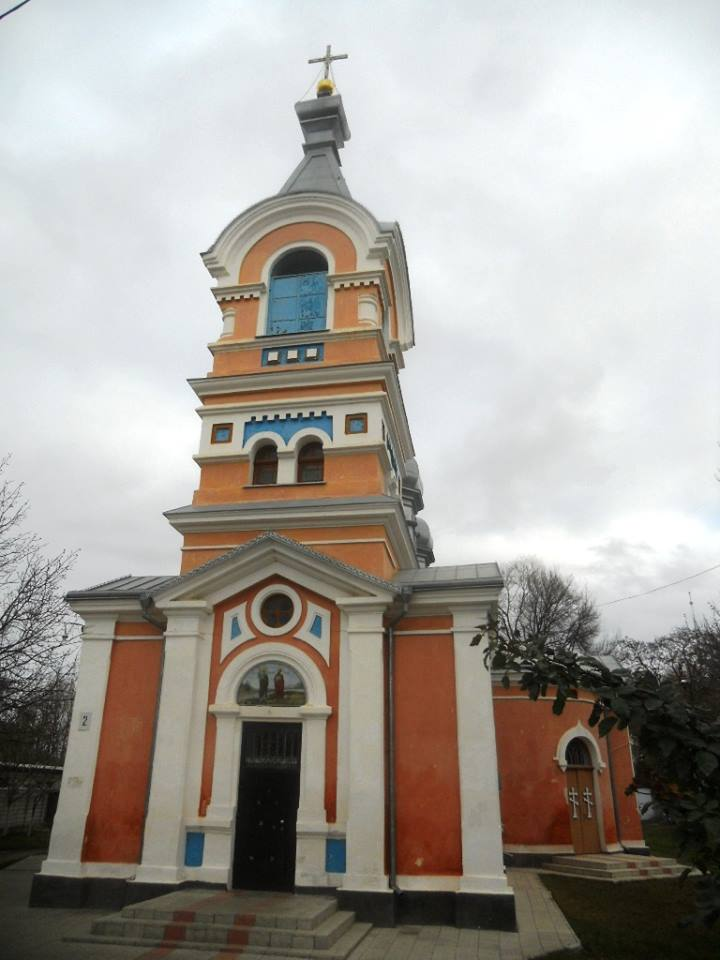
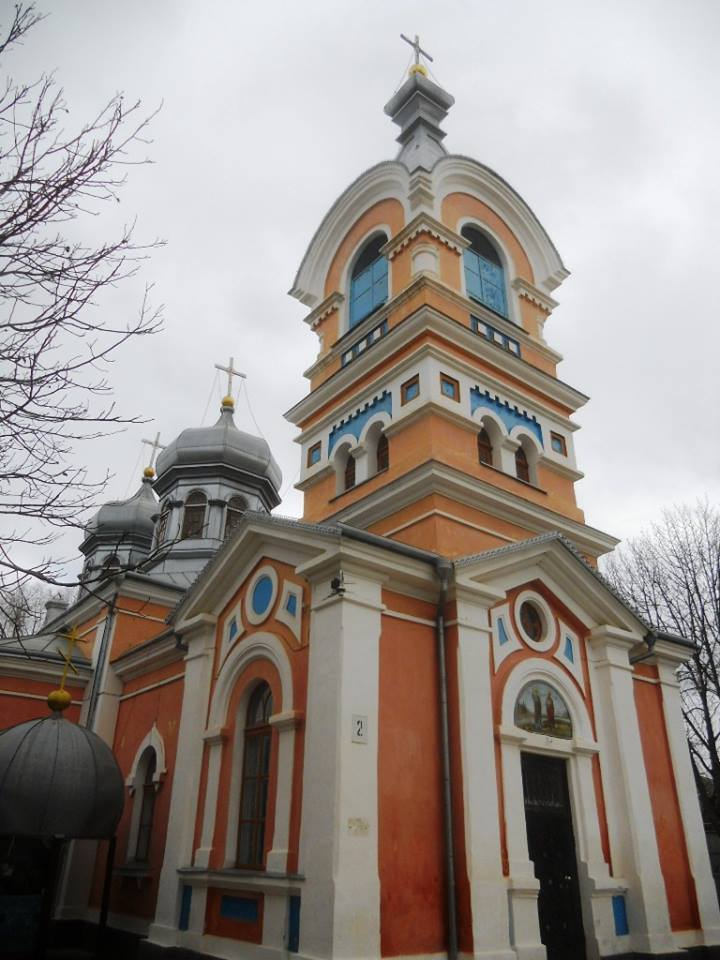
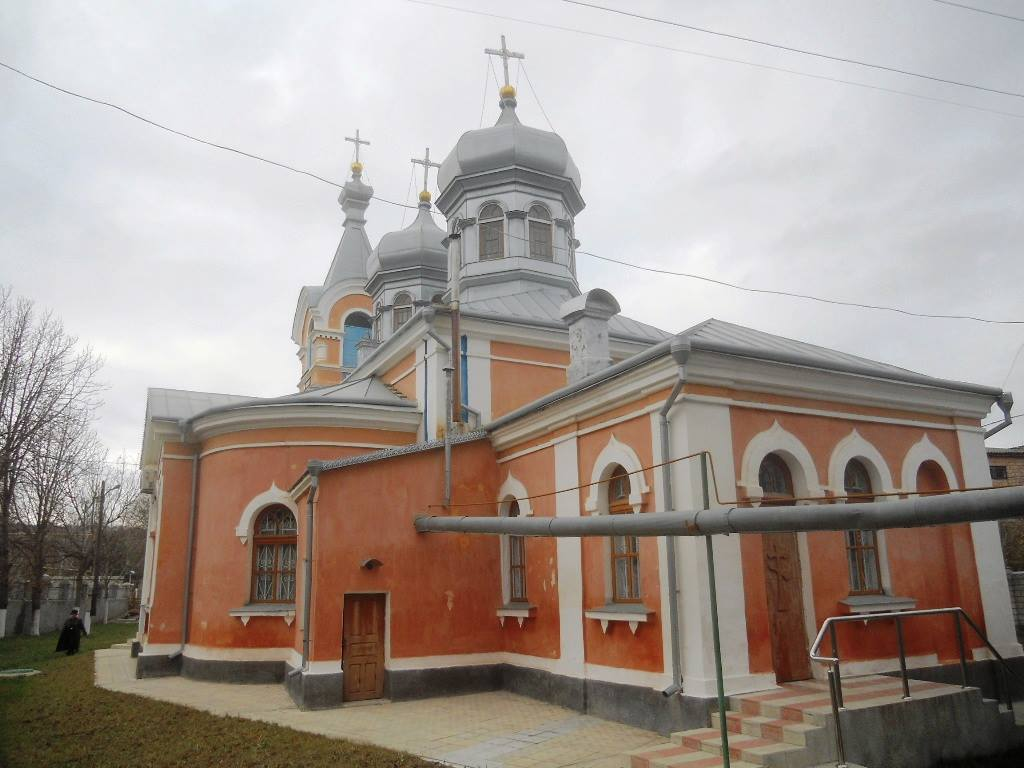
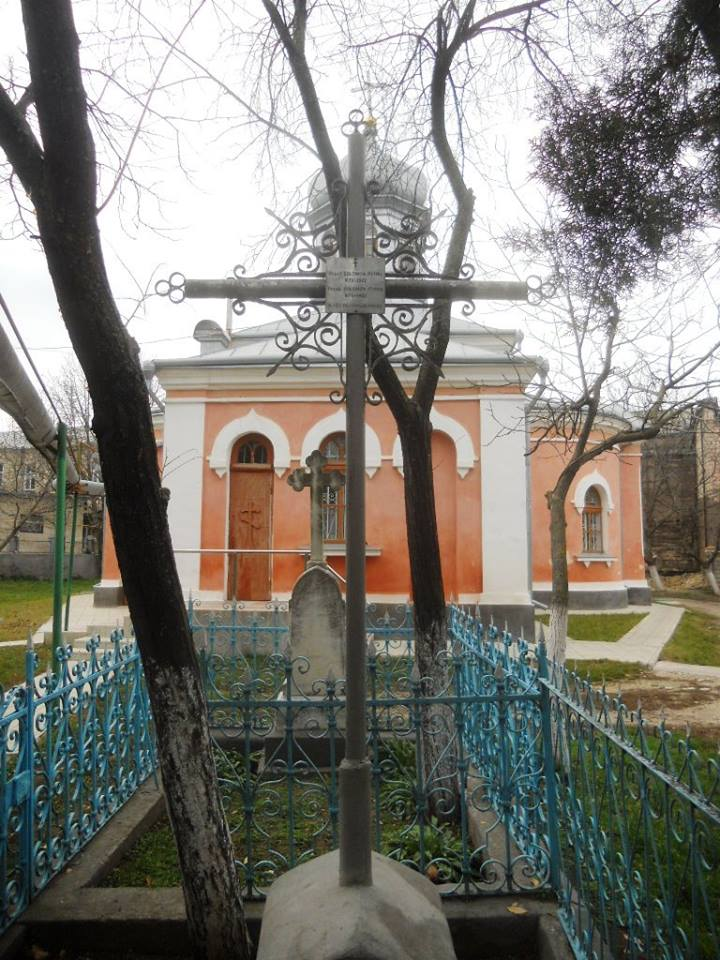
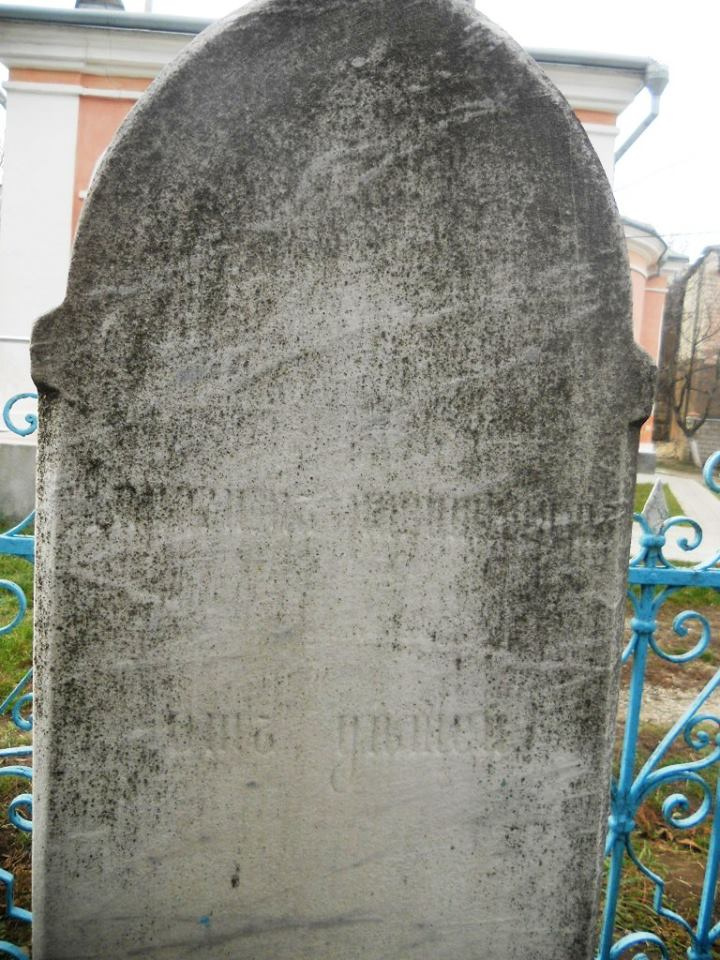

Biserica „Sf. Apostoli Petru și Pavel”, monument ocrotit de stat.

## Economie

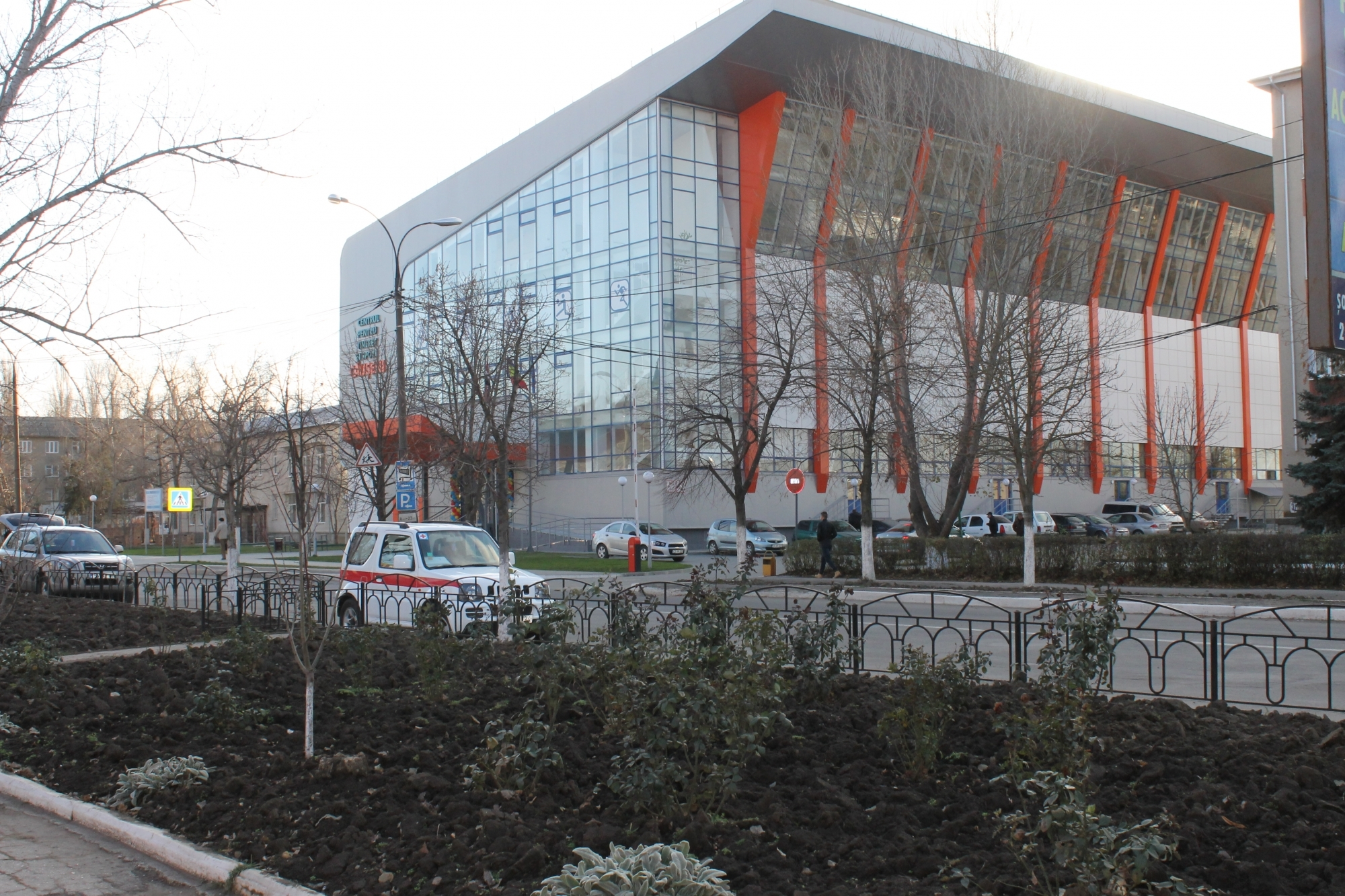
Centrul pentru tineret și sport

Orașul Căușeni are o economie dezvoltată. Ramurile de bază ale economiei orașului sunt: Industria alimentară, de panificație și a materialelor de construcție. În localitate activează 125 de societăți cu răspundere limitată, 332 întreprinderi individuale și 3 gospodării agricole. Una din cele mai mari întreprinderi este filiala fabricii "Orhei-Vit", cea de produse cerealiere „Semințe-Agro” S.A. și „Elevatorul” S.A.
În oraș funcționează sucursalele a 5 bănci comerciale, 27 de magazine, un centru de informații și telecomunicații cu 3300 de abonați. Se preconizează deschiderea rutei turistice pe traseul: Căinari, Zaim, Căușeni (Biserica Adormirea Maicii Domnului).

### Finanțele publice locale
Veniturile bugetului local în anul 2002 au constituit 6.551 mii lei, înregistrând o creștere relativ înaltă față de anul 2001. Ponderea cea mai mare în structura veniturilor locale o dețin defalcările 58%, urmate de transferuri 24,4% și venituri proprii 17,6%. 
Cheltuielile publice locale sunt dominate de cele destinate învățământului 64% din totalul cheltuielilor. Peste 10% din venituri sunt alocate pentru construcția și întreținerea drumurilor, restul sunt destinate asistenței sociale, culturii, sportului, precum și altor probleme de interes local.

## Infrastructură
Lungimea totală a drumurilor publice este de 73,5 km, dintre care 29,2 km sunt cu acoperire rigidă. 
Populația orașului este alimentată centralizat cu apă potabilă în raport de 70 la sută. În localitate funcționează ritmic sistemul de canalizare și stația de epurare care deservește 35 la sută din populație, inclusiv: 20 la sută din locatarii blocurilor și 15 la sută din posesori ai caselor individuale.
Majoritatea locuințelor din oraș sunt conectate la conducta de gaze.

## Social

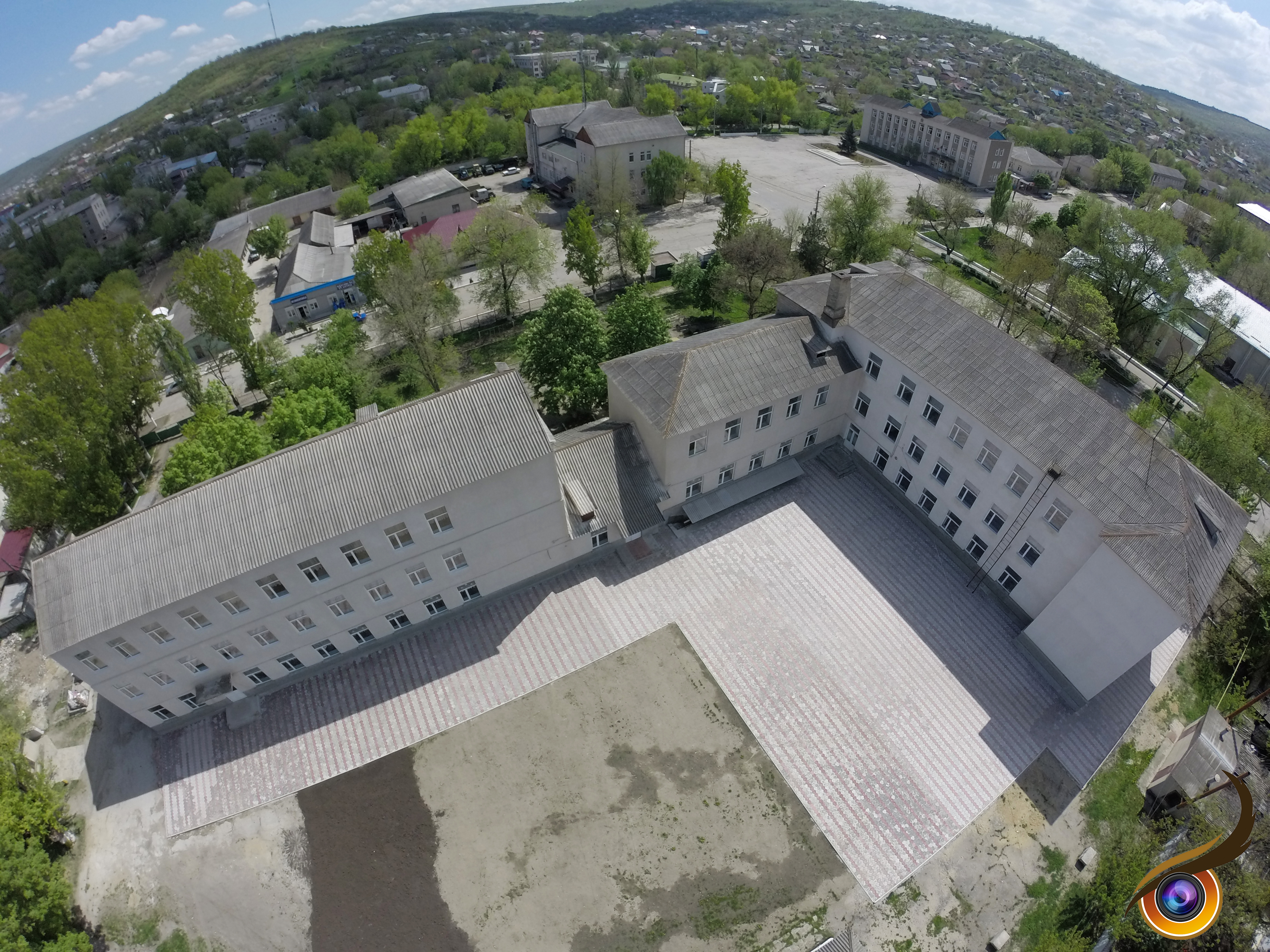
Liceul teoretic „Mihai Eminescu”

Orașul Căușeni are o populație de circa 22.000 de locuitori, marea majoritate o constituie moldovenii/românii.
Rețeaua instituțiilor de învățământ este formată din: 2 școli medii de cultură generală, 4 licee teoretice – „M. Eminescu”, „A. Pușkin”, „A. Mateevici” și „I. Creangă”  o școală polivalentă și 6 instituții preșcolare de învățământ.
Sistemul de ocrotire a sănătății îl formează spitalul din or. Căușeni, care dispune de 450 paturi. La spital lucrează peste 100 medici și asistente cu studii superioare și peste 250 cu studii medii speciale. Centrul medicilor de familie are angajați 40 medici și 58 asistente medicale. Pentru asistența medicală a populației din gara Căușeni funcționează punctul medical cu un felcer. Asistența medicală de urgență a populației este asigurată de două brigăzi din secția de urgență, care deservesc 6761 de chemări.
În Căușeni activează o școală sportivă unde copiii și tinerii practică în special fotbalul. Copiii de la casa de creație din oraș practică: dansurile sportive și moderne, cartingul, aeromodelism, orientarea sportivă.
Conform tradiției, în oraș se desfășoară anual competiții internaționale la lupta națională „trânta”.

## Cultură
Rețeaua de instituții culturale este formată din Casa Raională de Cultură și biblioteci publice. La casa de cultură funcționează colective de artiști amatori, 6 din ele au fost decorate cu titlul de colective populare.
În anul 1995 ansamblul popular de cântece și dansuri „Spicușor” și colectivul popular „Baștina” au participat la Festivalul Folcloric din România, de unde au revenit cu locurile I și II.

## Personalități

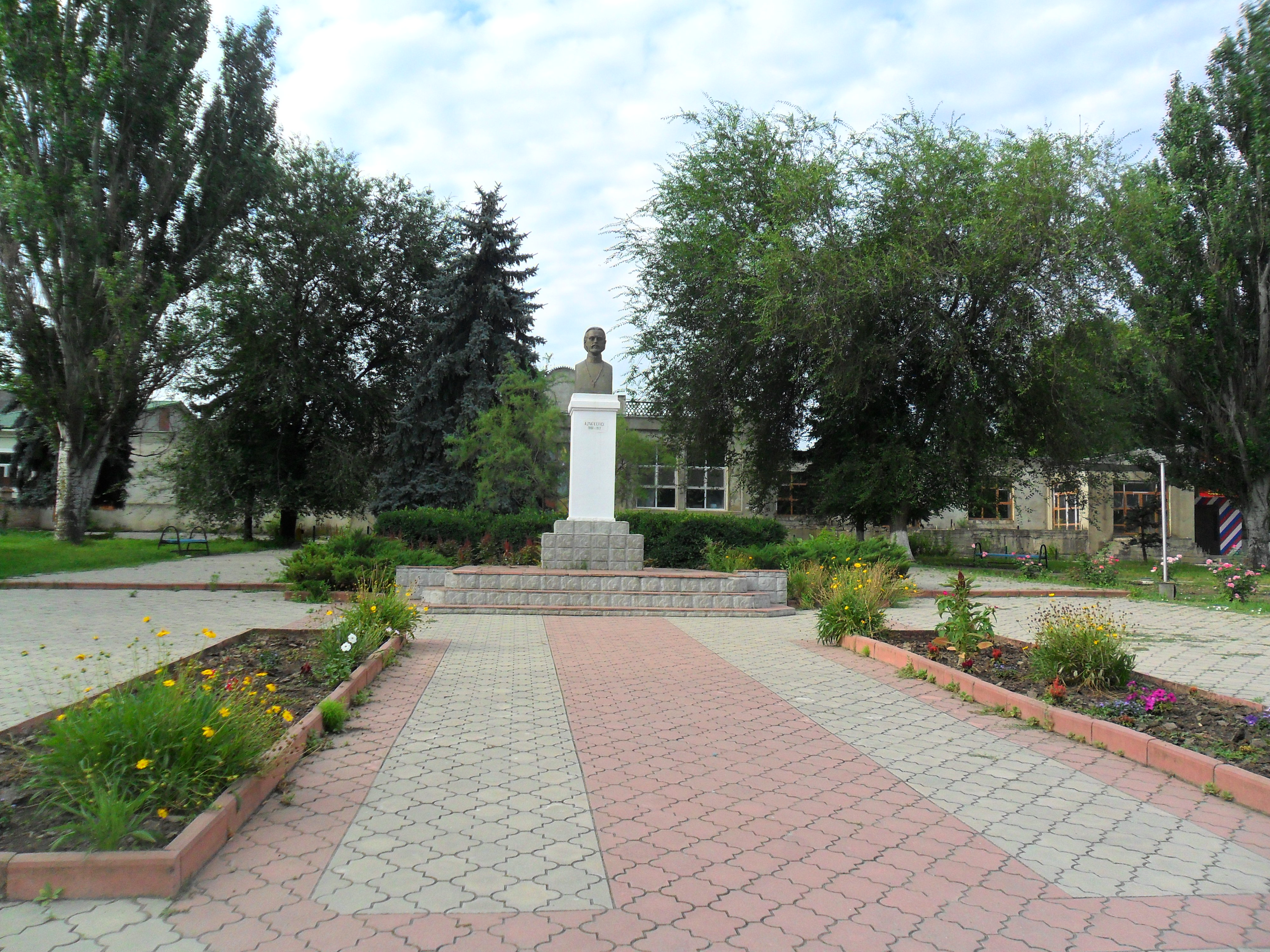
Bustul lui Alexei Mateevici și câteva parcele amenajate la capătul bulevardului central

### Născuți în Căușeni
- Vladimir Berezinski (1894–1959), dramaturg, scenarist și regizor sovietic
- Etel Natanson (1920–1998), profesoară și psihologă sovietică moldoveană
- Victor Tulbure (1925–1997), poet
- Iacov Copanschi (1930–2006), istoric și profesor sovietic și moldovean, doctor în științe istorice
- Lev Berinski (n. 1939), poet și traducător rus și israelian
- Grigore Grigoriu (1941–2003), actor moldovean
- Serghei Berinski (1946–1998), compozitor, muzicolog și critic muzical sovietic și rus
- Anatol Petrencu (n. 1954), politician și om de știință moldovean
- Tania Popa (n. 1973), actriță română
- Veaceslav Platon (n. 1973), politician și om de afaceri moldovean
- Bianna Golodryga (n. 1978), prezentatoare americană de televiziune
- Oleg Țulea (n. 1980), politician moldovean